# He Yinqin

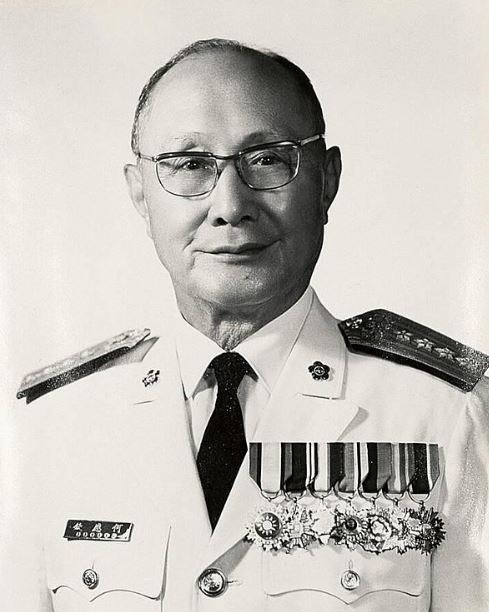
He Yinqin

He Yinqin (chinesisch 何 應欽; geboren 2. April 1890 in der Provinz Guizhou China; gestorben 21. Oktober 1987 auf Taiwan) war ein chinesischer Militäroffizier und Politiker.

## Leben und Wirken
He Yinqin machte 1916 seinen Abschluss an der japanischen Militärakademie. Während er in Japan lebte, schloss er sich der China Alliance (中国同盟会) an und beteiligte sich am politischen Kampf gegen die Xinhai-Revolution. Im Jahr 1924 wurde er stellvertretender Direktor der Militärakademie der Huangpu-Armee (黄埔陸軍軍官学校, Huángbù lùjūn jūnguān xuéxià), dann Kommandeur des Ersten Korps der Nationalen Revolutionsarmee (国民革命軍第一軍団, Guómín gémìng jūndìyī jūntuán). Während der Nordexpedition und diente als Stabschef und unterstützte Chiang Kai-shek.
Nach dem Mukden-Zwischenfall versuchte He Yinqin, einen Kompromiss mit Japan zu erzielen. Als er Vorsitzender des Pekinger Militärunterausschusses (北京軍事分会) war, half er dem japanischen Militär, Nordchina zu kontrollieren, indem er 1935 das „Umezu-He Yingqin-Abkommen“ (梅津‐何応欽協定) abschloss. 1939, während des Chinesisch-Japanischen Krieges (日中戦争), wurde er Oberbefehlshaber der Armee.
Nach dem Krieg 1947 nahm He Yinqin als Vertreter Chinas an der Sitzung der Stabschefs des Sicherheitsrats der Vereinten Nationen teil. Nach der Gründung der Volksrepublik floh er nach Taiwan und engagierte sich in der MRA (Moral Rearmament Movement, heute IC = Initiatives of Change). Er hatte wichtige Positionen inne, unter anderem als leitendes Mitglied des „Taiwan Strategic Advisory Committee“ (台湾戦略顧問委員会).